# Samakhiali
Samakhiali es una ciudad en el distrito de Kutch, en el estado de Gujarat, India.

## Economía
El estado de Gujarat es el segundo más industrializado de India.  Samakhiali no es ajena a esta industrialización y posee varias fábricas, aunque la mayor parte de la población, sobre todo de los alrededores, vive de la agricultura y la ganadería.

### Parque eólico de Chandrodi
Cerca de la ciudad de Samakhiali se sitúa el importante parque eólico de Chandrodi, con 120 aerogeneradores.  Este parque eólico fue instalado en 2008 y tiene una capacidad de producción de 55.125 MW.

## Transportes
La autopista National Highway 15 termina en Samakhiali, donde enlaza con la autopista National Highway 8A.  Posee también estación de ferrocarril.
El aeropuerto más cercano es el aeropuerto de Bhuj.